# Piriform
Piriform (укр. грушоподібної форми) — приватна компанія зі штаб-квартирою у Вест-Енді Лондона, Велика Британія, а також з офісами в Нью-Йорку і Східній Європі, що займається розробкою програмного забезпечення для Microsoft Windows, а також Mac OS X.
Інструменти Piriform включають CCleaner, Defraggler, Recuva та Speccy. 22 вересня 2015 року Piriform запустив CCleaner Cloud, програму для віддаленої підтримки комп'ютерів.

## Історія
Компанія була заснована 15 вересня 2005 року Гаєм Санером та Ліндсі Віленом у Лондоні, Велика Британія.
У липні 2017 року компанія була придбана чеською транснаціональною корпорацією Avast Software.
У вересні 2017 року дослідники виявили, що CCleaner був зламаний хакерами, які вставили в програмне забезпечення бекдор, що дозволяє на відстані керувати інфікованими комп'ютерами.

## Діяльність
У список продуктів компанії Piriform входить набір з 4 безкоштовних утиліт: CCleaner, Defraggler, Recuva, Speccy. Утиліти Piriform відомі в 195 країнах і дуже популярні серед користувачів домашніх комп'ютерів. Кожна програма з набору має простий і інтуїтивно зрозумілий інтерфейс, перекладений на 55 мов. З 2013 року компанія Piriform, поряд з безкоштовними версіями популярних утиліт, почала випускати комерційну лінійку відомих програм з розширеними можливостями.
Більше число продуктів очікується випустити в майбутньому.
Слово «Piriform» означає «грушоподібної форми».

## Продукція
- CCleaner — програма для очищення файлової системи і виправлення помилок в реєстрі операційної системи. Інші інструменти CCleaner включають редагування та видалення програм, редагування додатків для запуску операційної системи та плагінів браузера. Вона також може аналізувати жорсткі диски, щоб визначити, які файли займають найбільше місця. CCleaner може шукати дублікати файлів, щоб зменшити обсяг дискового простору.
- Defraggler — програма для виконання процедури дефрагментації жорстких і гнучких магнітних дисків.
- Recuva — програма для відновлення файлів різних типів після видалення або форматування диска.
- Speccy — програма для отримання інформації про конфігурацію комп'ютера, про характеристики основних пристроїв з відстеженням їх статусу (наприклад: температури, рівня напруги живлення тощо), про параметри операційної системи і її основні налаштування.
- CCleaner Browser

## Оцінки
Найпопулярніша програма Piriform, CCleaner, була завантажена більше 2 мільярдів разів. Це одина з найстаріших систем очищення, яка вперше була запущена у 2005 році.
Редактори CNET поставили додатку 5/5 зірок, назвавши його «обов'язковим інструментом». Piriform була нагороджена премією Editor's Choice Award у квітні 2009 року.
Станом на січень 2014 року CCleaner було найпопулярнішим програмним забезпеченням на FileHippo більше року з 5-зірковим рейтингом редакторів на Softpedia. CCleaner був оцінений виданнями Chip.de, TechRadar, PC Magazine, TechRepublic.